# چنارستان (شازند)
چنارستان روستایی در دهستان هندودر بخش سربند شهرستان شازند استان مرکزی ایران است.
مردم این روستا به مانند به زبان لری سخن میگوند.

## جغرافیا
دارای زمستان‌های سرد و تابستان‌های معتدل. اب و هوای این منطقه به علت کوهستانی بودن در فصل سرد دارای برف و باران سنگین می‌باشد، و در فصل گرم به علت کوهستانی بودن روزهای گرم و شب‌های خنکی را دارد، اکثر مردم این منطقه به کشاورزی و باغداری و دامپروری مشغول هستند. محصولاتی مانند گندم، جو، بادام.
حیوانات وحشی و بومی این منطقه مثل گراز، گرگ، روباه، شغال، خرگوش، بز و کل وحشی، عقاب، شاهین، و سایر پرندگان شکاری و در بیشه زارها خرس بومی زاگرس وجود دارد در بعضی از نقاط به صورت پراکند جنگل بلوط مشاهده می‌شود بزرگ‌ترین درخت چنارستان (درخت چنار است) که به او چهار چنار می‌گویند، که اسم دیگر چنارستان هم هست. قدمت این چنار به حدود ۱۰۰۰ سال می‌رسد.

## جمعیت
بر پایه سرشماری عمومی نفوس و مسکن در سال ۱۳۹۵ جمعیت این روستا ۳۰۳ نفر (۱۰۴خانوار) بوده‌است.